# Węgierscy posłowie do Parlamentu Europejskiego 2019–2024
Węgierscy posłowie IX kadencji do Parlamentu Europejskiego zostali wybrani w wyborach przeprowadzonych 26 maja 2019, w których wyłoniono 21 deputowanych.

## Posłowie według list wyborczych
Fidesz i KDNP
- László Trócsányi
- József Szájer
- Lívia Járóka
- Tamás Deutsch
- András Gyürk
- Kinga Gál
- György Hölvényi (KDNP)
- Enikő Győri
- Ádám Kósa
- Andrea Bocskor
- Andor Deli
- Balázs Hidvéghi
- Edina Tóth
- Ernő Schaller-Baross, poseł do PE od 10 stycznia 2021

Koalicja Demokratyczna
- Klára Dobrev
- Csaba Molnár
- Sándor Rónai
- Attila Ara-Kovács

Ruch Momentum
- Katalin Cseh
- Anna Júlia Donáth

Węgierska Partia Socjalistyczna
- István Ujhelyi[2]

Ruch na rzecz Lepszych Węgier
- Márton Gyöngyösi

Byli posłowie IX kadencji do PE
- József Szájer (Fidesz-KDNP), do 1 stycznia 2021